# Daria Marchenko
Daria Marchenko (c. 1982) es una artista ucraniana que ha trabajado con cartuchos de balas provenientes de la guerra del Dombás, en el este de Ucrania. En 2015, Marchenko elaboró en su estudio en Kiev un retrato llamado «El rostro de la guerra» del presidente ruso Vladímir Putin, hecho con 5.000 cartuchos de balas provenientes del conflicto. El retrato fue presentado junto con una novela con las historias personales de seis personas involucradas con el proyecto, incluyendo la propia historia de Daria, y de la gente que la ayudó a recolectar dichos cartuchos en el frente.

## Vida personal
Marchenko ha tenido un novio que fue participante activo del movimiento del Euromaidán y la ayudó a conseguir los primeros cartuchos para el retrato de El rostro de la guerra».